# Quantum of the Seas
El Quantum of the Seas es un crucero de la clase Quantum operado por Royal Caribbean International y el primer barco de su clase. La clase Quantum es la tercera clase más grande de cruceros detrás de la clase Meraviglia de MSC Cruises y la clase Oasis de Royal Caribbean International por tonelaje bruto.
Actualmente está desplegada para servir a los mercados de cruceros de Alaska y Australia.